# Börzsöny Múzeum
A Börzsöny Múzeum Szobon, a Szent László utca 14. alatt található. A Dunakanyar és az Ipoly-völgye flóráját és faunáját, valamint régészeti és néprajzi értékeit mutatja be. 

## Története
A múzeum előtörténete egészen az 1930-as évekig nyúlik vissza. A környéken folytatott régészeti feltáró munka eredményeként az évek során értékes leletanyag gyűlt össze.  mivel már ekkor tervszerű régészeti feltáró munka folyt Szob területén. Az ásatásokat a nagymarosi Polgári Iskola tanára, Horváth Adolf János kezdte meg, majd 1945-ben bekövetkezett halála után az ő munkásságát Laczus Géza  tanító folytatta. Laczus a Magyar Nemzeti Múzeum megbízott leletmentőjeként számos régészeti anyagot mentett meg a pusztulástól. Laczus Géza vetette fel a leletanyag múzeum keretében való bemutatásának gondolatát.  
A Börzsöny Múzeum működési engedélyét 1960. szeptember 20-án adták ki. Vezetésével Katona Viktort bízták meg, akit 1962. december 1-től Laczus Géza követett. A múzeum 1963. január 1-től került a  megyei hálózatba. Az első kiállítás a Járási Tanács épületének folyosójá, 6 megvilágított tárlóban nyílt meg. A bemutatott anyag gyűjtőterülete az Ipoly-völgye volt. 
Az anyag elhelyezésére új épületet vásároltak, amelyben - az átalakítási munkák befejezése után - 1968. augusztus 30-án állandó kiállításokkal nyílt meg az új múzeum. 
Laczus Géza 1976-ban bekövetkezett halála után az ő feleségét bízták meg a múzeum vezetésével. 1977-ben az épület tetőterében alakítottak ki raktárat a néprajzi anyagnak. Még ugyanebben az évben felújították az állandó kiállításokat is. 
Az emeleti teremben berendezett képzőművészeti kiállításon túl az épületben előadásokat, vetítéseket, előadóesteket szerveznek. 

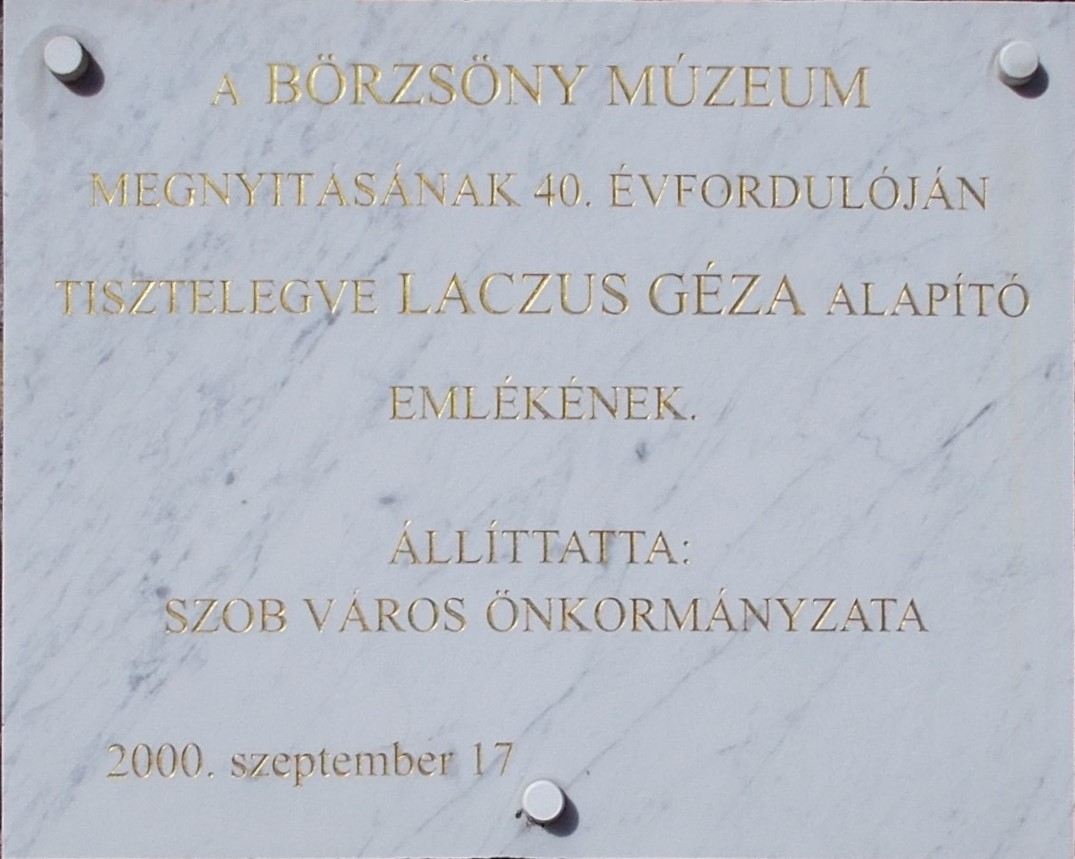
Laczus Géza emlékráblája

## Kiállításai
Az aktuális szerzemények tárlói, valamint az Ipoly-völgyében gyűjtött szőttesek a magasföldszint folyosóján találhatók.

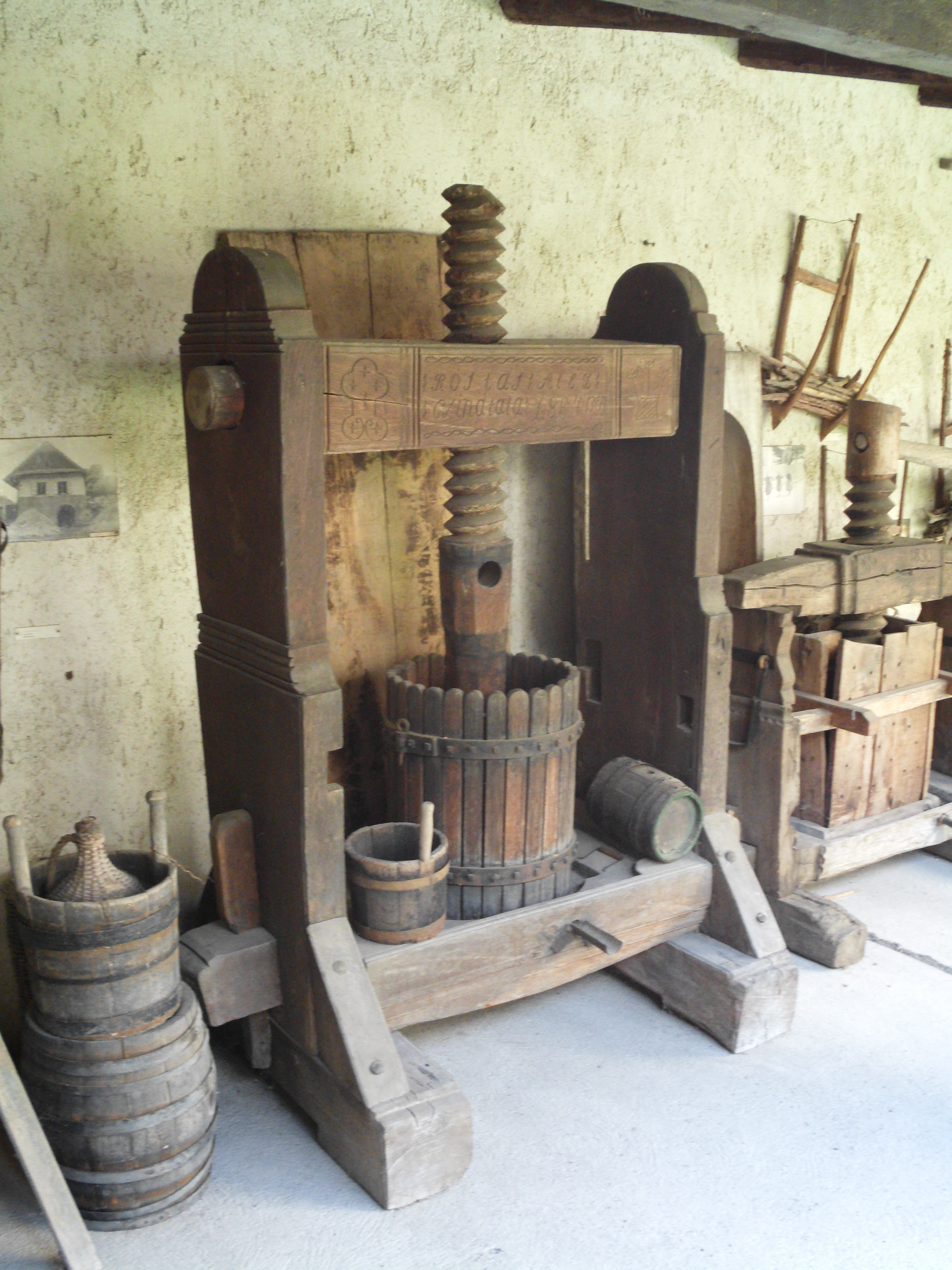
Részlet a múzerm kiállítási anyagából

Az állandó kiállítás 1. termében az újkőkortól a népvándorlás koráig, míg a 2. teremben a honfoglaló magyarok, a középkor és a törökkor tárgyi emlékei láthatók. A 3. terem az Ipoly-völgyében gyűjtött néprajzi anyagot, a viselet, fából készült háztartási és a szövés-fonás eszközeit mutatja be. 
- Az időszaki kiállító terem az emeleten helyezkedik el.
- Az udvart körbefogó fedett részben a néprajzi kiállítás található. i
- Az alagsorban látható két színes dioráma Börzsöny élővilágát, kőzeteit, ősállat maradványait, valamint a legszebb tájrészek fényképeit mutatja be.